# 生根神社 (大阪市住吉区)
生根神社（いくねじんじゃ）は、大阪市住吉区住吉にある神社。式内社（大社）で、旧社格は郷社。かつては住吉大社の摂社であった。通称は「奥の天神」「奥天神」。

## 祭神
- 主祭神 - 少彦名命

祭神について『摂津名所図会』や『住吉名勝図会』では少彦名命とする一方、『神名帳考証』では活津彦根命とする説を挙げる。

## 歴史
詳しい創建年代は不詳である。社伝によると住吉大社の創建以前から鎮座するというが、『住吉大社神代記』に当社に関する記述は見えない。しかし、古伝によれば当社の祭神である少彦名命は造酒の祖神ということもあって、神功皇后が当社で酒を造り、住吉三神に献ぜられたという。
『新抄格勅符抄』大同元年（806年）牒によれば、当時の「生根神」には神戸として大和国から1戸が充てられていた。
延長5年（927年）成立の『延喜式』神名帳では摂津国住吉郡に「生根神社 大 月次新嘗」として、式内大社に列するとともに、朝廷の月次祭・新嘗祭では幣帛に預かる旨が記載されている。
文明14年（1482年）には境内に天満宮が祀られ、この天満宮が信仰を集めたため生根神社自体も「奥の天神」と通称されるようになった（「奥」は、住吉大社から見て大海神社のさらに奥に鎮座したことによる）。もしくは、沖の天津神（少彦名命）から出た名称ともいわれている。
慶長5年（1600年）から慶長6年（1601年）頃に、淀殿の寄進によって本殿が片桐且元の奉行で造営されている。
江戸時代は住吉大社の摂社として推移しており、『住吉松葉大記』には摂末部に「奥天神社」として、住吉神宮寺の社僧が奉仕する旨とともに記されている。
1872年（明治5年）には住吉大社から分離独立のうえ、近代社格制度において郷社に列している。また1907年（明治40年）から1911年（明治44年）の間に近隣の塞神社2社（いずれも旧無格社）、竜王神社（旧無格社）、種貸神社（旧村社）が境内に移されている。
かつて神仏習合で建てられていた帆柱観音堂の礎石が、境内に伝世されている。

## 境内
- 本殿（大阪府指定有形文化財） - 慶長5年（1600年）から慶長6年（1601年）頃に片桐且元を奉行として淀殿による再建。流造で正面には千鳥唐破風を付す。屋根は檜皮葺。完全な桃山時代の建築様式を残している[1][3]。
- 拝殿 - 桃山時代の建築様式を取り入れている。1936年（昭和11年）に改修。
- 紅梅殿 - 住吉大社の神宮寺である新羅寺の回廊を移築したものと伝わる[1][2]。
- 社務所
- 西門

### 摂末社
摂社
- 天満宮（菅原神社） - 神体の木造天神（菅原道真）坐像は文明14年（1482年）の作で、大阪市指定有形文化財に指定されている[6][3]。

末社
- 天浄稲荷社
- 竜王社
- 塞神社 - 2殿ある。
- 種貸神社
- 稲荷社

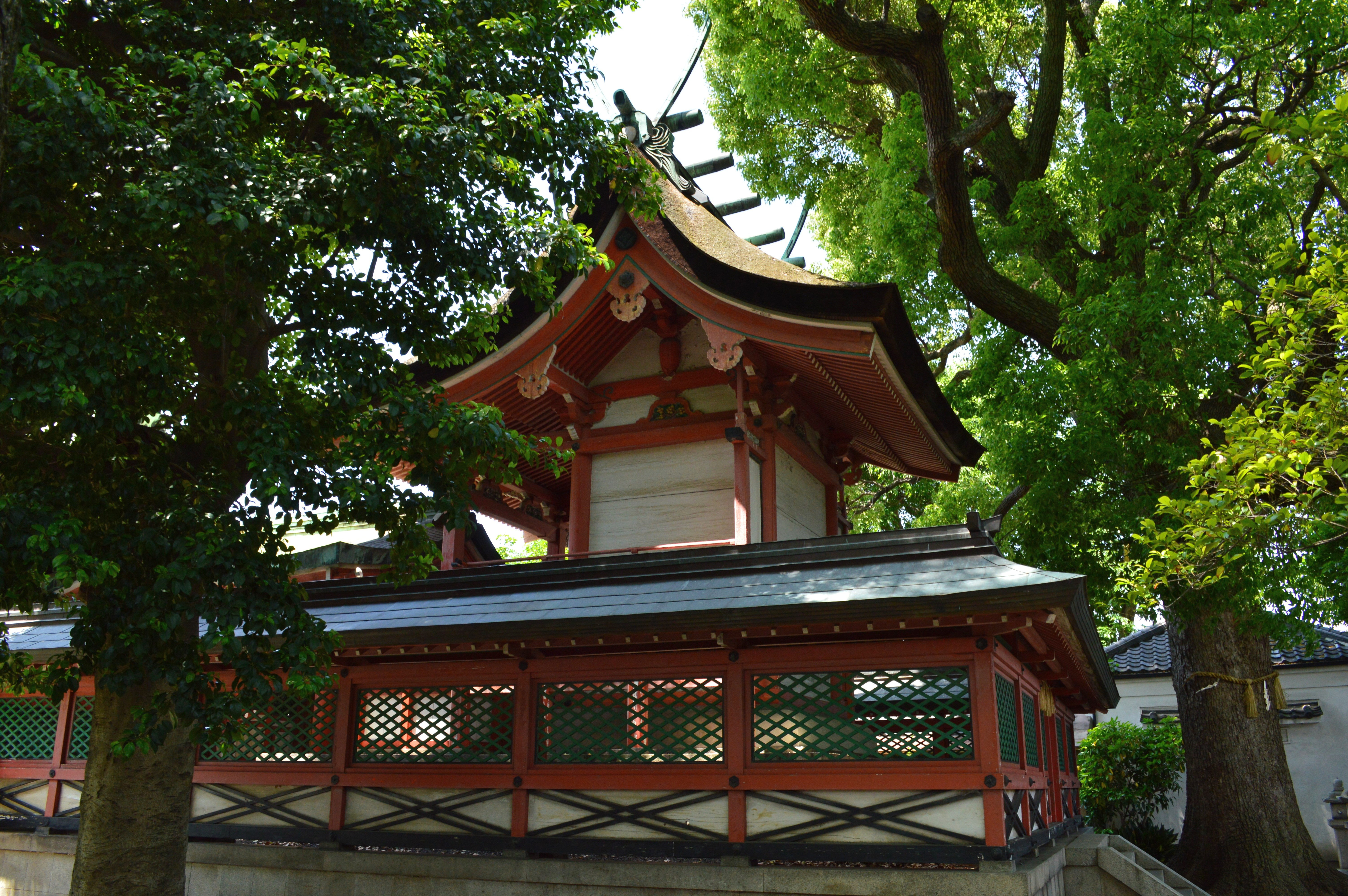
本殿
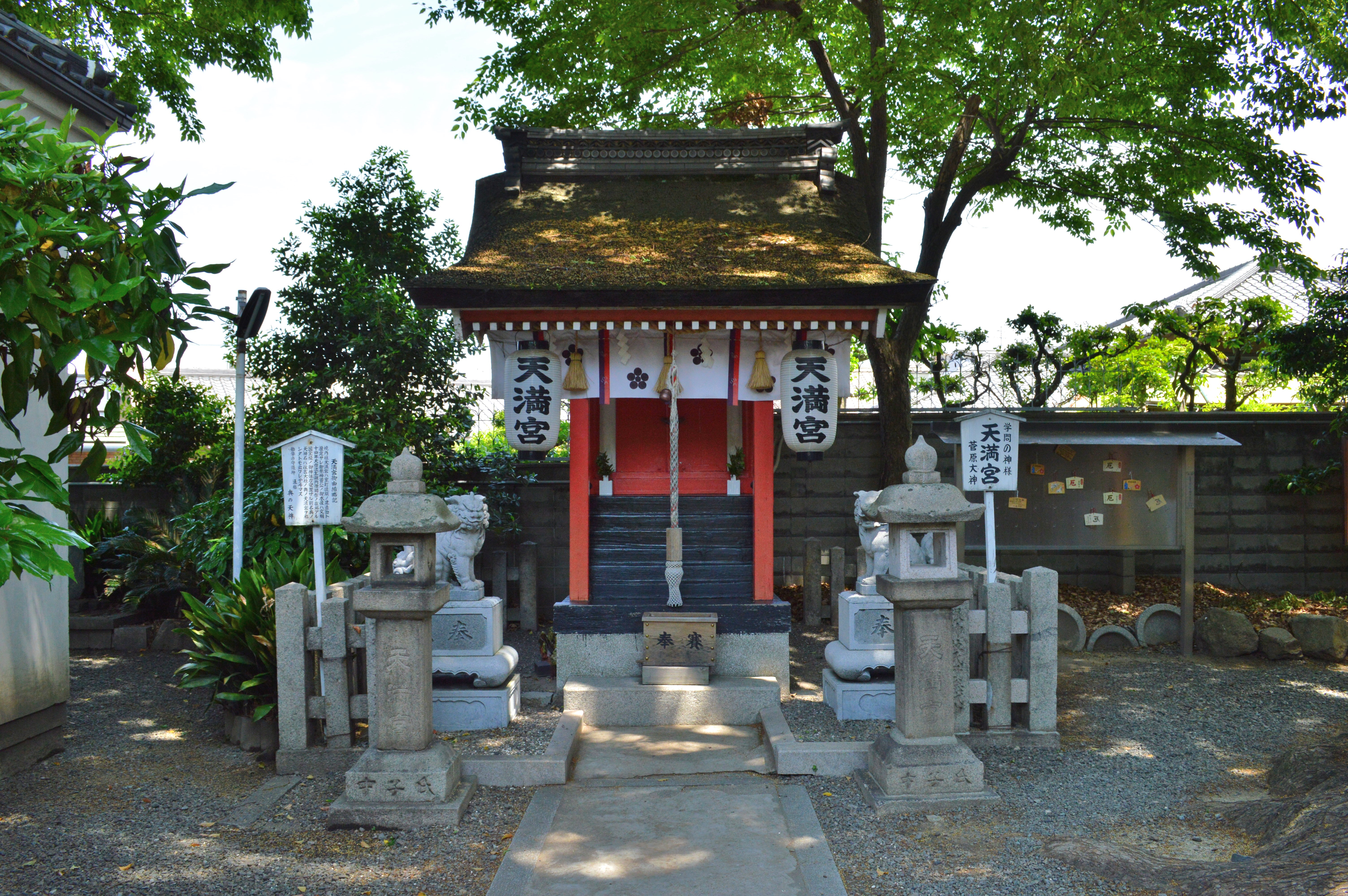
天満宮
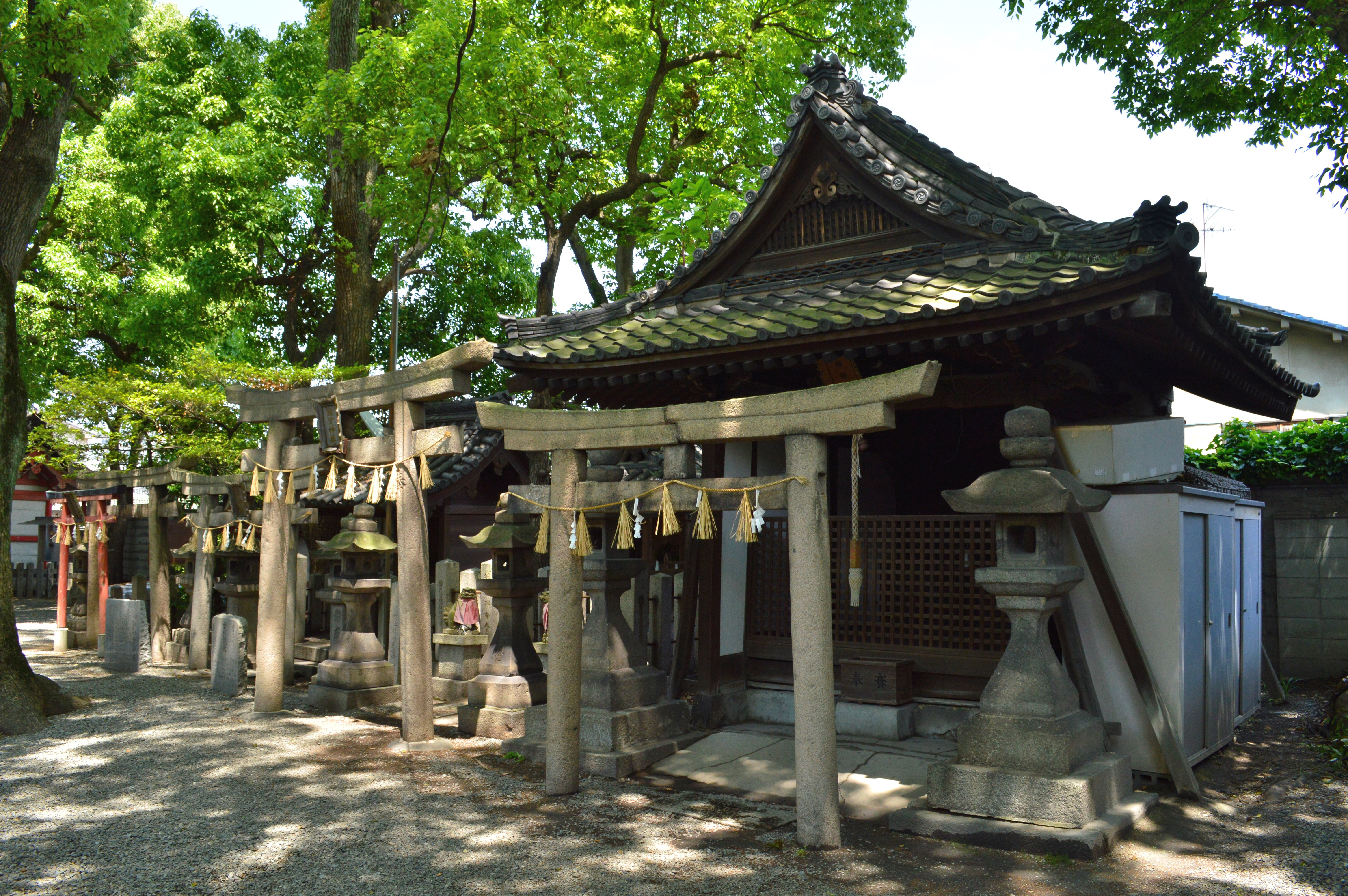
境内社
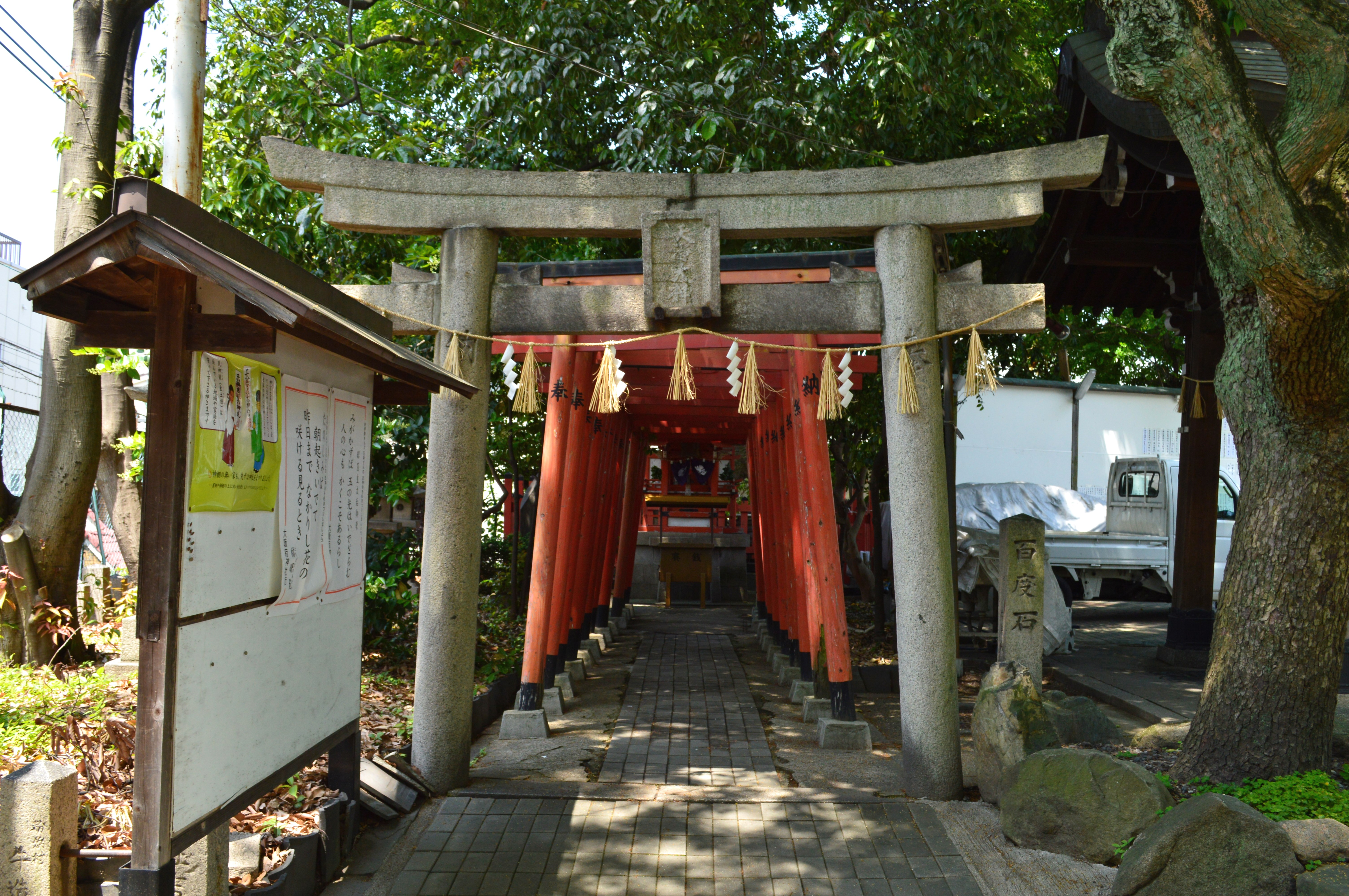
天浄稲荷社

## 祭事
生根神社で年間に行われる祭事は次の通り。
- 月並祭 - 毎月9日
- 歳旦祭 - 1月1日
- 節分祭 - 2月
- 淡島祭 - 4月1日
- 七夕祭 - 7月7日
- 夏祭宵宮 - 7月18日
- 渡御式 - 7月19日
- 例祭 - 10月9日
- 神輿渡御祭 - 10月
- 子供祭 - 10月
- 七五三参り - 11月
- 大根炊き - 12月）
- 除夜祭 - 12月31日

## 文化財

### 大阪府指定有形文化財
- 本殿（建造物） - 1970年（昭和45年）2月20日指定[注 1]。

### 大阪市指定有形文化財
- 木造天神坐像（彫刻） - 境内社の天満宮の神体。室町時代の文明14年（1482年）の作[6]。2011年（平成23年）4月1日指定[注 1]。

### 大阪市指定保存樹林
- 生根神社のモチノキ - 境内全体が社叢として指定されている。

## 所在地
- 大阪府大阪市住吉区住吉2丁目3-15

## アクセス
- 南海電気鉄道南海本線 住吉大社駅より徒歩約11分
- 南海電気鉄道南海本線 粉浜駅より徒歩約9分
- 南海電気鉄道南海高野線 住吉東駅より徒歩約9分
- 阪堺電気軌道上町線 神ノ木停留場より徒歩約7分
- 阪堺電気軌道阪堺線 東粉浜停留場より徒歩約9分
- 阪堺電気軌道上町線・阪堺線 住吉停留場より徒歩約5分